# Município de Jefferson (condado de Franklin, Ohio)
O município de Jefferson (em inglês: Jefferson Township) é um município localizado no condado de Franklin no estado estadounidense de Ohio. No ano de 2010 tinha uma população de 10.972 habitantes e uma densidade populacional de 279,72 pessoas por km².

## Geografia
O município de Jefferson encontra-se localizado nas coordenadas 40° 01′ 24″ N, 82° 48′ 00″ O. Segundo a Departamento do Censo dos Estados Unidos, o município tem uma superfície total de 39.23 km², da qual 38.6 km² correspondem a terra firme e (1.6%) 0.63 km² é água.

## Demografia
Segundo o censo de 2010, tinha 10.972 habitantes residindo no município de Jefferson. A densidade populacional era de 279,72 hab./km². Dos 10.972 habitantes, o município de Jefferson estava composto pelo 79.73% brancos, o 13.91% eram afroamericanos, o 0.23% eram amerindios, o 3.33% eram asiáticos, o 0.02% eram insulares do Pacífico, o 0.49% eram de outras raças e o 2.3% pertenciam a dois ou mais raças. Do total da população o 2.26% eram hispanos ou latinos de qualquer raça.